# Navka Planitia (quadrangle)

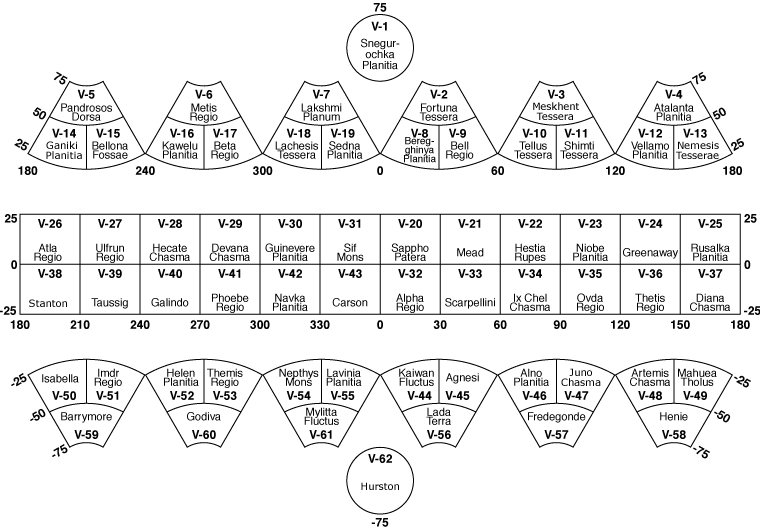
Quadrangles op Venus op schaal 1 : 5.000.000

Navka Planitia (V–42; breedtegraad 0°–25° S, lengtegraad 300°–330° E) is een quadrangle op de planeet Venus. Het is een van de 62 quadrangles op schaal 1 : 5.000.000. Het quadrangle werd genoemd naar het gelijknamige laagland dat op zijn beurt is genoemd naar Navka, een zeemeermin uit de Slavische mythologie.

## Geologische structuren in Navka Planitia
Coronae
- Iweridd Corona
- Katieleo Corona
- Pölöznitsa Corona
- Yanbike Corona

Dorsa
- Urkuk Dorsa

Fossae
- Gulaim Fossae
- Khosedem Fossae
- Perunitsa Fossae

Fluctus
- Darago Fluctus

Inslagkraters
- Bascom
- Bender
- Bugoslavskaya
- Cline
- Emma
- Hansberry
- Ilga
- Ingrid
- Kingsley
- Liv
- Nedko
- Nyele
- Tsyrma
- Wen Shu

Montes
- Aleksota Mons
- Ilithyia Mons
- Ushas Mons

Paterae
- Panina Patera

Planitiae
- Dzerassa Planitia
- Navka Planitia

Tholi
- Muru Tholus
- Vupar Tholus